# Gymnothorax flavimarginatus

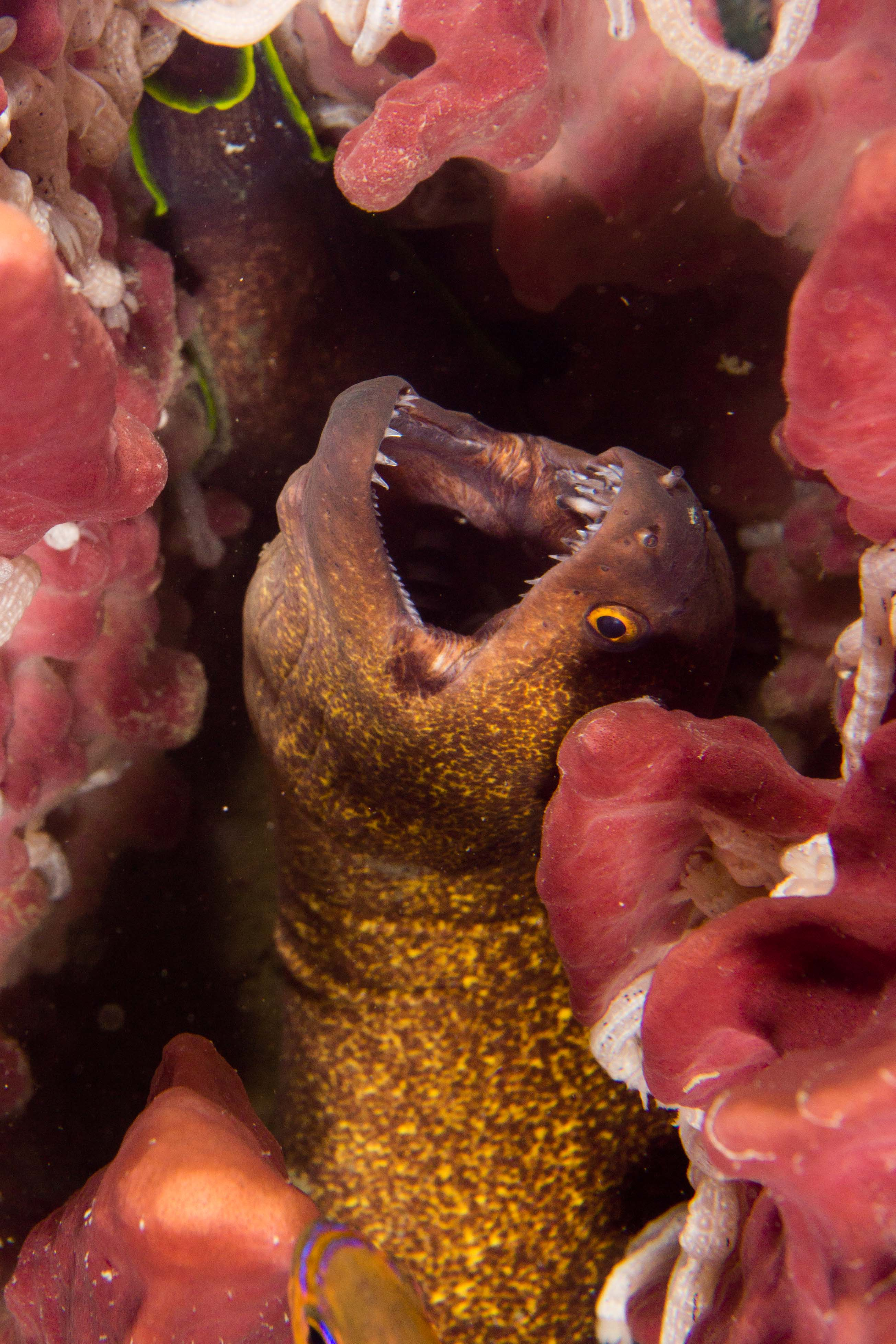
G. flavimarginatus in un anfratto; notare in alto il margine caudale giallo

La murena bordata (Gymnothorax flavimarginatus), nota anche come murena dal bordo giallo, è un pesce osseo marino appartenente alla famiglia Muraenidae, diffuso nelle barriere coralline dell'Indo-Pacifico tropicale.

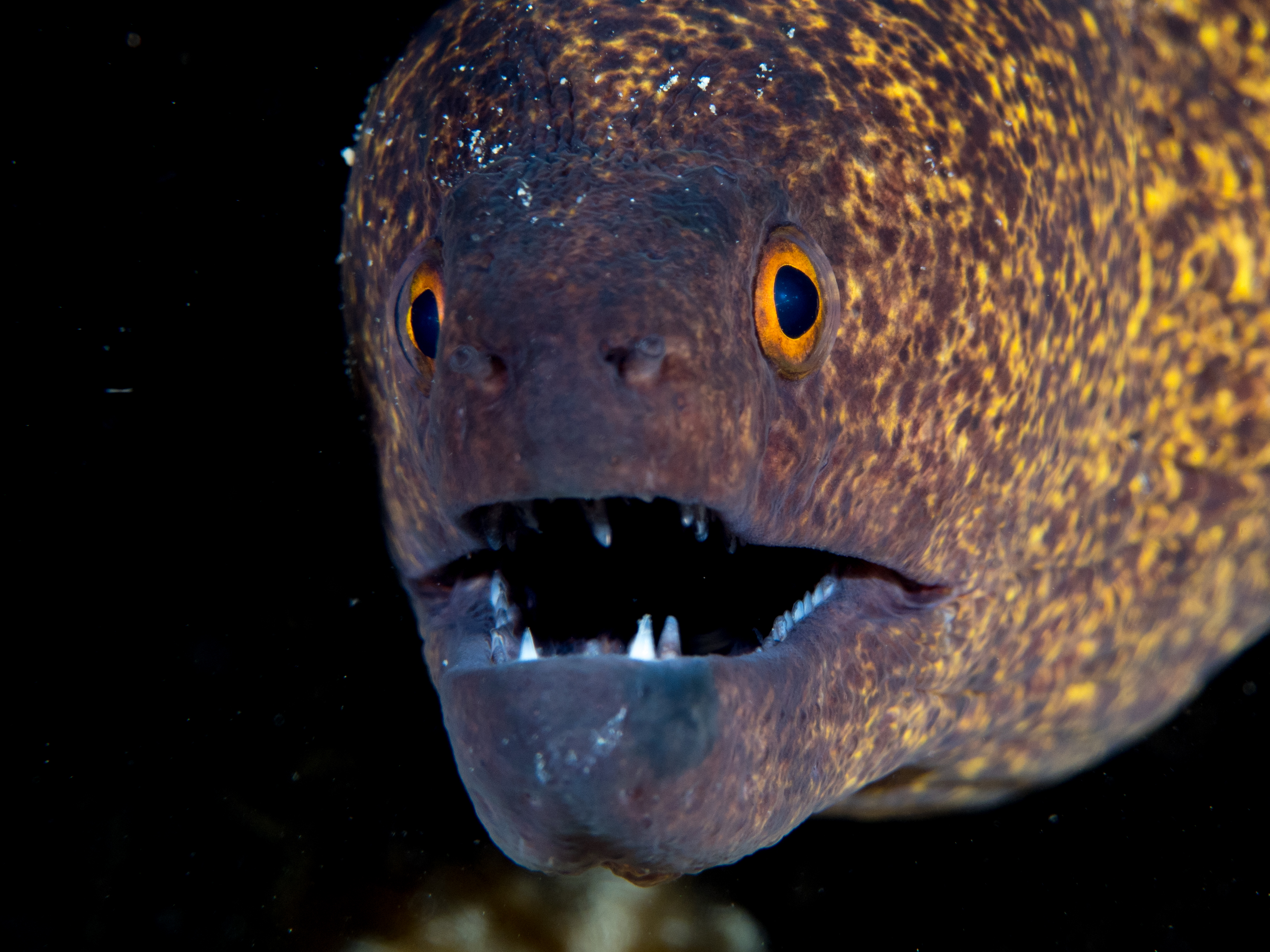
Gli occhi arancioni distinguono G. flavimarginatus dalla murena gigante

## Descrizione
L'aspetto generale è quello comune alle murene. La colorazione è fondamentalmente bruna di base, con una serie di fittissime macchie gialle ravvicinate, distribuite su tutto il corpo a eccezione del capo. La caratteristica che la contraddistingue è un leggero margine giallo che parte dal dorso fino alla coda. Per le dimensioni e la colorazione tipicamente brunastra, può essere confusa per la murena gigante (Gymnothorax javanicus); la murena bordata se ne distingue per i puntini gialli che ricoprono il corpo e per gli occhi arancioni (la murena gigante ha disegni neri lungo il corpo e occhi scuri).
È una murena di dimensioni medio-grandi che raggiunge i 2 metri di lunghezza.

## Biologia

### Comportamento
È un ospite frequente di labridi e gamberetti pulitori.

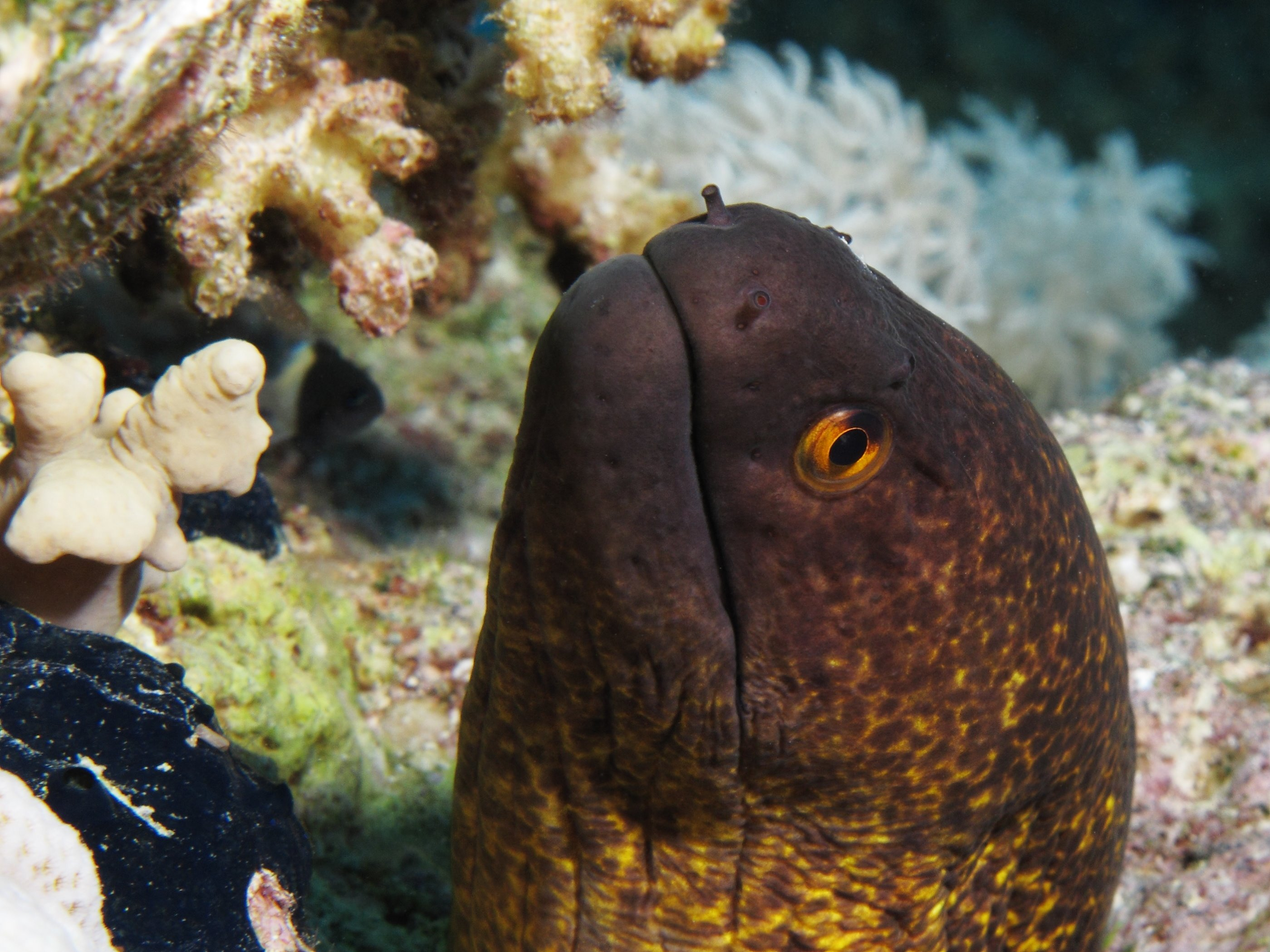
Le barriere coralline sono l'habitat ideale per G. flavimarginatus

Per le dimensioni e la bocca irta di denti la murena bordata ha pochi predatori naturali; possono cacciarla grosse cernie o squali del reef, come i pinna bianca e i pinna nera, o addirittura murene più grosse (come la murena gigante).
Al contrario di come molti pensano, nessuna specie di murena è velenosa, né tanto meno aggressiva: morde solo se seriamente disturbata. Il rischio è più alto solo quando viene offerto del cibo all'animale. Per questo, la pratica molto usata di cibare le murene in immersione con del pesce morto è sconsigliata: non avendo una vista eccezionale, le murene possono confondere la mano di un sub per un pesce offerto. A parte queste casistiche eccezionali, G. flavimarginatus è un pesce molto timido ed è quieto verso l'uomo; inoltre la credenza che sia velenosa non è fondata. L'unico rischio in caso di morso è che la ferita si infetti.

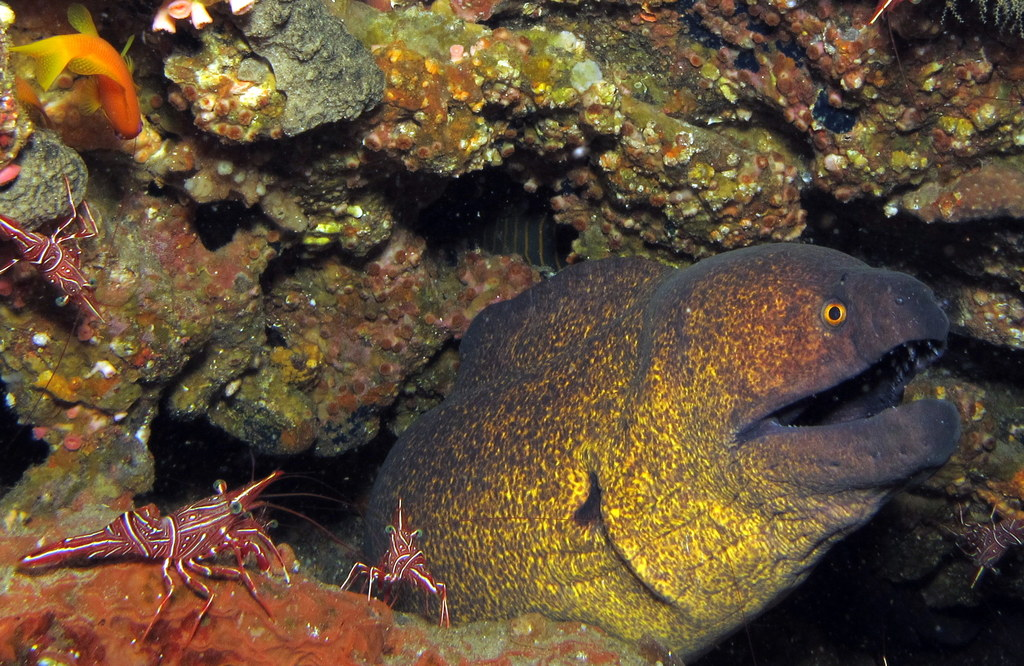
G. flavimarginatus con i gamberetti Rhynchocinetes durbanensis

### Alimentazione
Basata su pesci, cefalopodi e crostacei. Arriva a stremare i polpi indopacifici, la sua preda preferita, contorcendosi su sé stessa e strappando a brandelli la carne e le braccia. È stata osservata predare anche murene più piccole o addirittura piccoli squali. Come altre murene, G. flavimarginatus è dotata di una "mascella" aggiuntiva nell'esofago allo scopo di inghiottire al meglio prede voluminose (mascella faringea).